# Квинт Лоллий Урбик
Квинт Лоллий Урбик (лат. Quintus Lollius Urbicus) — римский военный и политический деятель первой половины II века.
Происходил из состоятельной романизованной семьи из нумидийского города Тиддис. Его отцом был нумидийский землевладелец Марк Лоллий Сенецион, а матерью — Грания Гонората. Известно, что в Тиддисе находились могилы членов его семьи, а самому Урбику, как покровителю города, на форуме была воздвигнута статуя с посвятительной надписью.
Около 121 года Урбик входил в состав коллегии четырёх, ответственной за поддержание удовлетворительного состояния римских дорог. Впоследствии он начал военную карьеру военным трибуном в XXII Первородном легионе, который дислоцировался в верхнегерманском городе Могонциак. Впоследствии Урбик становится городским квестором Рима и вошёл в состав сената. Вслед за тем, он один год занимал должность легата при проконсуле провинции Азия. По возвращении в Рим назначается Урбик находился на постах народного трибуна и претора (причём и тот, и другой пост он занял как кандидат от императора Адриана).
В 130—133 годах Урбик возглавлял X Парный легион, стоявший лагерем в Виндобоне. Затем он участвовал в походе императора Адриана, направленном для подавления иудейского восстания во главе с Бар-Кохбой. За свою победу в 134 году Урбик получил почетное копье и золотую корону. В 136 году Урбик занимал должность консула-суффекта.
В 135 году он входит в состав коллегии фециалов и получает в управление провинцию Нижняя Германия. На этой должности оставался до 138 года, когда получил наместничество в провинции Британия. Во время исполнения своих полномочий, которые продолжались до 144 года, по приказу императора Антонина Пия в 139 году Урбик отстроил Каструм Кория (современный Корбридж неподалёку от Ньюкасла), а в 141 году с тремя легионами вторгся в Каледонию (южная часть современной Шотландии) и до 142 года окончательно покорил местные племена, а в 143—144 годах построил большой лимес, так называемый Антонинов вал.
Примерно в 144—146 годах в качестве проконсула Урбик управлял провинцией Африка. В 146—160 годах он был префектом Рима. Примерно в это время он и умер.